# Płoka (dopływ Kwisy)
Płoka (niem. Seiffen) – potok górski w południowo-zachodniej Polsce, w woj. dolnośląskim, w Górach Izerskich, prawy dopływ Kwisy, długość 3,1 km, źródła na wysokości ok. 850 m n.p.m., ujście – ok. 550 m n.p.m..

## Opis
Wypływa z południowych zboczy Dłużca, w Grzbiecie Kamienickim Gór Izerskich, z Tytoniowego Źródła. Płynie stromą dolinką wciętą w zbocze Kamienickiego Grzbietu ku południowi, później ku południowemu zachodowi. Uchodzi do Kwisy powyżej Świeradowa.